# La jetée
La jetée (en francés: 'el muelle') es un cortometraje experimental francés del género de ciencia ficción dirigido por Chris Marker y estrenado en 1962. A nivel formal, tiene la peculiaridad de estar montado como un diaporama de fotografías en blanco y negro con diversos efectos de transición visual. El hilo narrativo está conducido por una voz en off y una banda sonora que otorgan al conjunto un elevado tono poético.
Ganó el premio Jean Vigo de cortometrajes en 1963 y en ella se inspiró Terry Gilliam para su película Doce monos, de 1995.

## Argumento
La Tercera Guerra Mundial ha arrasado la superficie terrestre y, para evitar los efectos de la radiactividad, la población que ha sobrevivido se refugia en el subsuelo. En las galerías subterráneas del palacio de Chaillot, en París, un grupo de científicos del bando vencedor investiga los viajes a través del tiempo como último recurso para obtener víveres, medicamentos y recursos tecnológicos, ya que el espacio les está vedado debido a la radiación. Deciden buscar entre los prisioneros aquellos que sean más capaces de evocar imágenes mentales poderosas, y para ello comienzan a vigilar sus sueños. Así dan con un hombre de mente excepcionalmente fuerte (Davos Hanich). El hombre, de forma obsesiva, rememora una breve secuencia de su infancia sucedida en la terminal (en francés, jetée) del aeropuerto de Orly: la secuencia evoca el rostro de una mujer (Hélène Châtelain), y, repentinamente, sucede la caída y muerte de una persona desconocida.

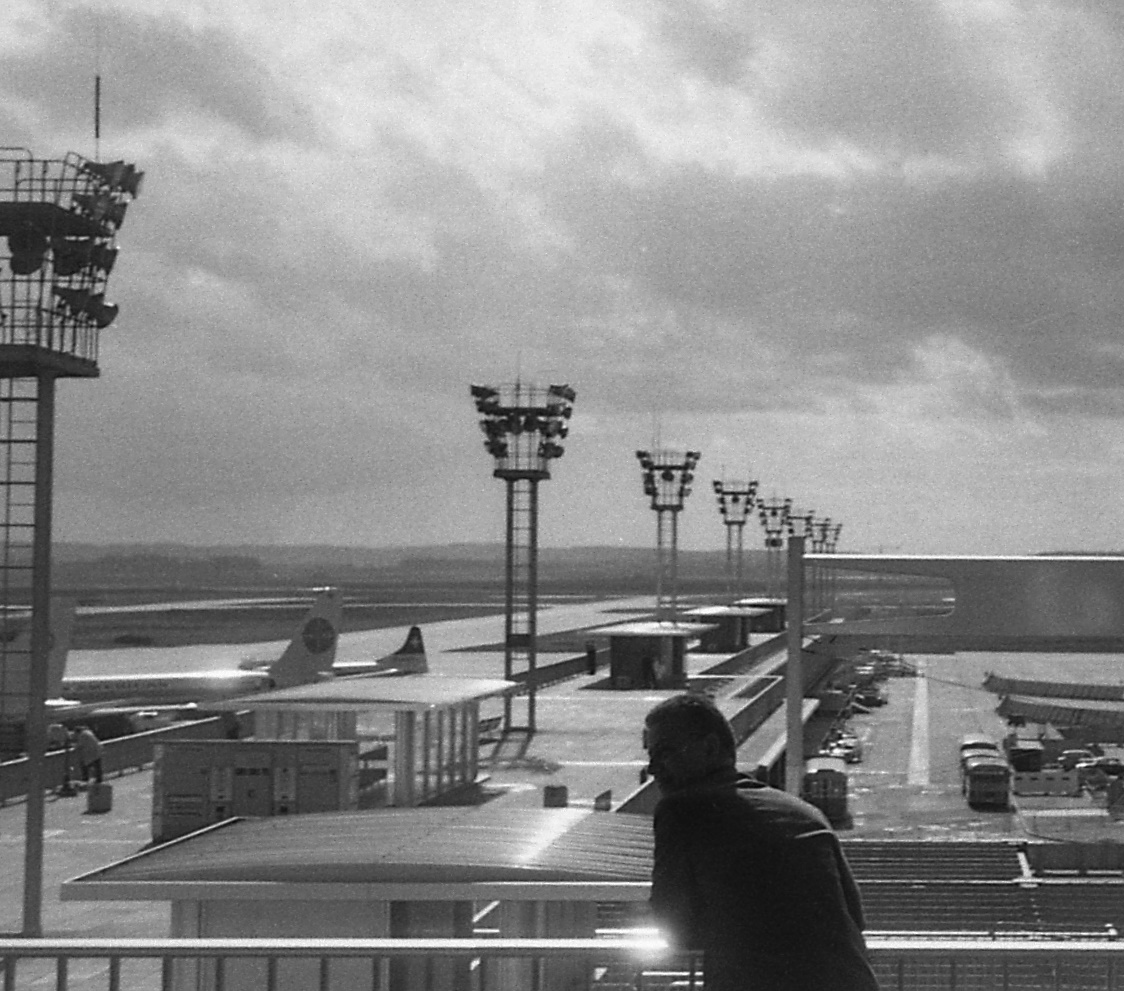
Terminal del Aeropuerto de París-Orly en 1965.

A diferencia de sujetos anteriores, este prisionero resiste las primeras sesiones. Al décimo día, empieza a filtrar algunas imágenes. En el decimosexto, aparece en la terminal y ve a una chica que le sonríe desde un automóvil. Tal vez sea la que su memoria está buscando. Al mes se produce el encuentro. Ahora está seguro de que es ella, pero cae en trance y, al despertar, ella ha desaparecido.
Los experimentadores intensifican la frecuencia de las sesiones. La pareja empieza a tomarse estos encuentros con naturalidad. En uno de ellos, ella le pregunta por su collar. Se trata de un collar de combate. (Es el collar que él, según la línea cronológica de ella, él usaría después, durante la guerra que estaba por estallar). Ante la pregunta, él improvisa una explicación y continúan el paseo. Ven el tronco de una secuoya con muchas fechas históricas. Ella pronuncia un nombre extranjero que él no entiende. Como en un sueño, le muestra un punto más allá del árbol, y se oye a sí mismo decir: «De ahí es de donde yo vengo», y retrocede exhausto.
Luego le invade otra oleada de tiempo, quizá como resultado de otra inyección.
Ahora ella duerme al sol. El hombre se percata de que, en este mundo desde el que ha sido proyectado hacia ella, ella está muerta.
Continuarán así, con innumerables paseos en los que crecerá entre ellos una confianza tácita, una confianza pura: sin preguntas, sin recuerdos, sin planes. Hasta que súbitamente él siente que ante ellos cae una barrera.
Y así termina la primera serie de experimentos. Los captores murmuran entre ellos y deciden iniciar otra tanda de pruebas.
Alrededor del quincuagésimo día, la pareja se encuentra en un museo de animales de otro tiempo. Ahora el objetivo está perfectamente definido. Ha sido proyectado hacia el momento adecuado, y ahora puede quedarse allí y moverse sin esfuerzo. Ella también parece muy relajada: ya parece aceptar como un hecho natural las idas y venidas de su visitante, que habla y ríe con ella; que calla, la escucha y, luego, desaparece.
Cuando regresa a la sala de experimentos, el prisionero se da cuenta de que algo ha cambiado. El director del campamento (Jacques Ledoux) está con los carceleros. De la conversación que se desarrolla a su alrededor deduce que, tras los brillantes resultados de las pruebas en el pasado, ahora tienen la intención de enviarlo al futuro. Durante un instante, su entusiasmo ante la nueva aventura le hace olvidar que el encuentro del museo había sido el último.
En este nuevo viaje, se da cuenta de que el futuro es más inaccesible que el pasado. Se encuentra un planeta completamente nuevo, un París reconstruido, con miles de avenidas incomprensibles. Las personas con las que se encuentra no tienen mucha paciencia. Él les recita la lección que trae aprendida: «Para que estéis aquí, antes tenéis que aseguraros de que vuestro pasado perviva». Para ellos, lo que propone ese hombre no es sino una falacia disfrazada del Destino, así que le hacen entrega de una «unidad de energía» lo suficientemente potente como para reactivar toda la industria humana y, acto seguido, dejar selladas para siempre las puertas del futuro.
El prisionero es trasladado a otra parte del campamento. Sabe que sus carceleros no serán misericordiosos con él. Ya solo espera ser ejecutado, muerto con el recuerdo interior de un fragmento de tiempo vivido dos veces.
Atrapado en lo más hondo de este limbo recibe un mensaje de los hombres del futuro, más expertos en los viajes temporales, para convencerle de que se vaya con ellos. Sin embargo, él les propone algo diferente: en lugar de instalarse en este futuro «ya sin guerras» que le proponen, él prefiere volver al mundo prebélico de su infancia y al de esta mujer que, acaso, le está esperando.
Ellos aceptan, y así se encuentra otra vez en la terminal en esa cálida tarde de domingo en la que ahora sí podría quedarse. Algo confuso, piensa que el niño que él había sido debía de estar también por allí admirando con curiosidad los aviones despegando y aterrizando. Pero lo primero que busca es el rostro de la mujer. Lo encuentra y corre hacia ella. Es entonces cuando reconoce al torturador principal (Pierre Joffroy), que le había seguido desde las galerías subterráneas para ejecutarlo.
Y entonces lo comprende todo; se da cuenta de que no hay forma de escapar del tiempo: de que ese momento al que había asistido de niño y que nunca había dejado de obsesionarlo era el momento de su propia muerte. La «persona desconocida» que cae y muere es él mismo.

## Producción
Con una duración de 29 minutos, La jetée está rodada en blanco y negro. Su peculiaridad formal radica en que está montado a modo de diaporama de fotografías fijas que después, en posproducción, se combinaron «de forma imaginativa» con efectos visuales de transición como fundidos, cortinillas y sobreimpresionados. De hecho, los títulos de crédito iniciales anuncian la obra como una historia «fotonovelada».

## Reparto
- Davos Hanich como el prisionero
- Hélène Châtelain como la mujer
- Jacques Ledoux como el director

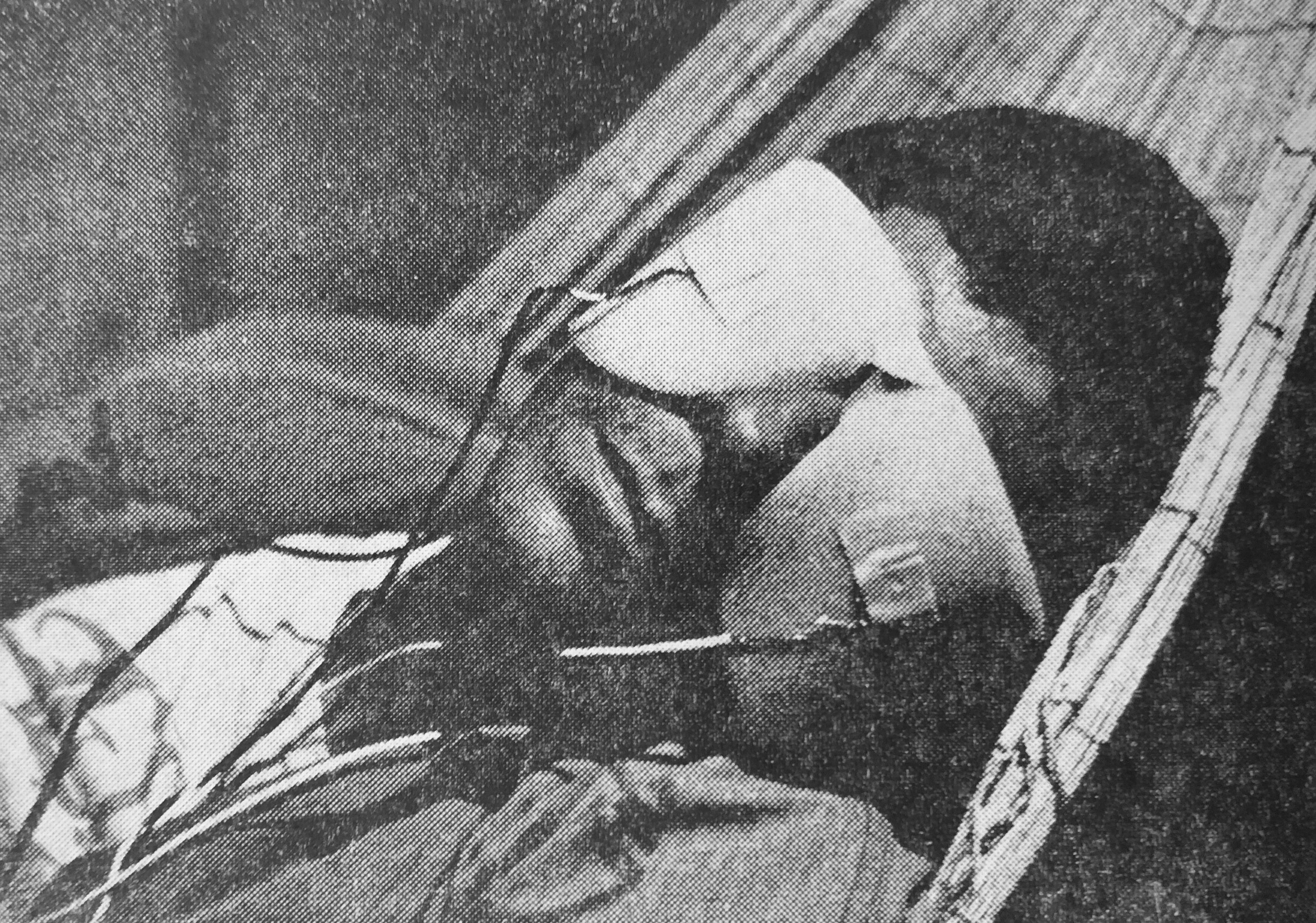
Davos Hanich interpretando al prisionero en un fotograma de la película.

- Pierre Joffroy como el torturador principal
- Ligia Branice como mujer del futuro 1
- Janine Kleina como mujer del futuro 2
- William Klein como hombre del futuro

La voz en off es la de Jean Négroni.

## Legado
El largometraje Doce monos, de Terry Gilliam, se inspiró en La jetée y tomó directamente de ella diversos conceptos narrativos. David Bowie también se inspiró en el mediometraje de Marker para el videoclip de la canción "Jump they say", dirigido por Mark Romanek.